# Mexicanske revolution
Den mexicanske revolution var en periode med ustabilitet og borgerkrig i Mexico. Den begyndte med udbredt modstand mod diktatoren Porfirio Diaz i 1910 og sluttede med det Institutionelle Revolutionære Partis (PRI) kontrol over Mexico i 1930'erne.
Efter at Francisco Madero i 1910 tabte præsidentvalget til diktatoren Porfirio Diaz efter det, mange betragtede som valgsvindel, flygtede Madero og andre, som tilhørte det Liberale Parti, til USA for at lave, hvad der blev kendt som Saint Louis-planen (fordi den blev forfattet og proklameret i Saint Louis, Missouri). Den bekendtgjorde, at valget var ugyldigt, og opfordrede befolkningen til at gribe til våben den 20. november 1910. Der iværksattes mange oprør (med egne planer) rundt om i landet med mænd som Aquiles Serdan, Pancho Villa, Emiliano Zapata og senere Venustiano Carranza og Alvaro Obregón i spidsen.
Selv om Porfirio Diaz blev afsat og sendt i eksil efter mindre end et år, var personlige ambitioner og manglen på én ledelse årsag til, at kampene fortsatte i mange år. Den nyvalgte præsident Madero havde hverken støtte fra sine tidligere allierede, der hævdede at revolutionens mål ikke var nået, eller fra det gamle regime. I 1913 blev Madero og hans vicepræsident myrdet. Den tidligere revolutionær og leder af de væbnede styrker, Victoriano Huerta, tog magten og blev hurtigt beskyldt for at have planlagt mordet på Madero sammen med USA's ambassadør. Det fik krigen til at fortsætte. En alliance af moderate og radikale revolutionære (Carranza, Obregón, Villa og Zapata) besejrede og fordrev Huerta i 1914 men kom straks i indbyrdes krig. Carranza anerkendtes af de moderate kræfter som præsident, men de yderligtgående revolutionære fortsatte kampen helt til 1920. Under denne næsten permanente borgerkrig udstedtes 1917 en ny forfatning, som i alt fald på papiret garanterede demokratiske rettigheder, befolkningens ret til jorden, sikring af statens magt over kirken osv. Den er stadig det officielle grundlag for politisk liv i landet.
Efter mange års politisk og militær uro, kendetegnet ved at revolutionens helte snigmyrdede hinanden (Obregón dræbte 1920 Carranza, der 1919 havde dræbt Zapata i et baghold), blev landet stabiliseret i 1930'erne efter oprettelsen af det Nationalistiske Mexicansk Parti (PNM, der senere blev det Institutionelle Revolutionære Parti, PRI) med general Plutarco Elias Calles som præsident. Det lykkedes PNM at overbevise de fleste af de tilbageværende revolutionære generaler om at opløse deres personlige hære og oprette den mexicanske hær, hvorfor dens dannelse af nogle betragtes som den reelle afslutning på den mexicanske revolution. Endelig gennemførte præsident Lázaro Cárdenas (1934-40) en række hårdt tiltrængte jordreformer, som afbødede de værste af fortidens sociale skævheder.
Revolutionen medførte også den politiske tradition med loyalitet (nogle hævder underlegenhed) overfor den siddende præsident, en tradition der varede omkring 60 år. Den væbnede konflikt bliver ofte karakteriseret som den vigtigste sociopolitiske begivenhed i Mexico og en af de største omvæltninger i 1900-tallet; den resulterede i et vigtigt program med eksperimenter og reformer af den sociale struktur.

## Porfiriato, 1876-1911
Porfiriato er den periode i slutningen af det nittende århundredes mexicanske historie, som domineres af general Porfirio Díaz.
Han var blevet nationalhelt efter at have gjort tjeneste i kampene mod den franske invasionshær, og i 1867 gik han ind i politik efter at den franske invasion var slået fejl. Han gjorde oprør mod Sebastián Lerdo de Tejada, der var blevet præsident i Mexico i 1872. Han blev dog tilbudt amnesti og vendte tilbage, således at han kunne opstille til og vinde præsidentvalget i 1876. Herefter regerede han næsten konstant (med undtagelse af 1880-1884) indtil sin tvungne fratrædelse i 1911. Efter hans allierede, General Manuel González, havde haft præsidentposten fra 1880-1884, genvandt Díaz embedet, som han besad indtil 1911. Under hans administration blev forfatningen ændret, således at den tillod en ubegrænset periode for præsidentens genvalg. Under Porfiriato var der regelmæssige valg, men disses legitimitet er omstridt på grund af en række uregelmæssigheder. I sine tidlige år i embedet havde han med dygtighed spillet rivaliserende grupper ud mod hinanden og kunne derfor bevare og konsolidere sin egen magt. Han brugte Rurales, et væbnet politikorps, som en paramilitær kraft til at holde ro og orden. Han manipulerede valgene med sloganer som "Orden og Fremskridt".
Díaz' præsidentperiode var også kendetegnet ved at åbne landet for udenlandske investeringer for at fremme industrien og udviklingen af infrastrukturen. Moderniseringen af byerne skete på bekostning af levevilkårene for den voksende arbejderklasse og bondestanden.[kilde mangler]
Industrialiseringen resulterede i et stort proletariatet og tiltrak udenlandsk kapital fra USA og Storbritannien.[kilde mangler] Rigdom, politisk indflydelse og adgang til uddannelse blev koncentreret blandt en håndfuld elite af landadelige familier og med et overvældende flertal af Europæisk og blandet afstamning. Kendt som hacendados, kontrollerede de store områder af landet i kraft af deres enorme godser (for eksempel Terrazas havde en ejendom i Sonora, der alene bestod af mere end en million acres). De fleste mennesker i Mexico var jordløse bønder, der arbejdede på de store godser eller industrielle arbejdere der måtte slide for lidt mere end slaveløn. Udenlandske virksomheder, primært fra Storbritannien, Frankrig og USA udøvede under regimet deres indflydelse i Mexico.[kilde mangler]

### Politisk system
Díaz skabte et formidabelt politisk maskineri, hvor han først arbejdede med de stærke regionale figurer og trak dem ind i sit styre, og bagefter erstattede han dem med jefes políticos (politiske ledere), som var loyale over for ham. Han styrede behændigt politiske konflikter og tøjlede tendenser til autonomi. Han udpegede et antal militære officerer til de delstatslige ledelser, heriblandt general Bernardo Reyes, der blev guvernør i den nordlige delstat Nuevo León, men hen over tid blev officererne efterhånden udskiftet med civile, der var loyale over for Díaz.
Som militærmand og en, der selv havde interveneret i politik for at indtage præsidentposten i 1876 var Díaz yderst opmærksom på, at den Føderale Hær kunne vende sig mod ham. Han udvidede rurales, et politikorps oprettet af Juárez, og gjorde den til sin personlige bevæbnede magt. Rurales bestod kun af 2.500 mand mod 30.000 i den Føderale Hær og yderligere 30.000 i de Føderale Støttetropper, irregulære tropper og nationalgarden. Trods det begrænsede antal i rurales var styrken særdeles effektiv i at kontrollere landbrugslandet, især langs de 19.000 km jernbane i landet. Der var tale om en mobil styrke, der kunne transporteres med tog, ofte med heste, så de kunne slå oprør ned i relativt fjerne ender af landet.
Anlæggelsen af jernbaner havde været afgørende for Mexicos udvikling (i lighed med andre områder i Latinamerika) og havde sat fart på den økonomiske udvikling samt forøget den centrale statsmagt. Den isolation i forhold til den centrale ledelse, som mange fjerne områder havde nydt godt af eller lidt under, var nu slut. Telegraflinjerne, der blev opsat ved siden af jernbanelinjerne betød omgående kommunikation mellem fjerne delstater og hovedstaden.
Den politiske snilde og fleksibilitet, som Díaz havde udvist i begyndelsen af porfiriatoen, var ved at svinde. Han sørgede for at have delstatsguvernørerne under kontrol og udskiftede dem efter forgodtbefindende. Den Føderale Hær var, trods stor i antal folk, i stadig højere grad en ineffektiv styrke med stadig ældre ledere og tropper med tvangsudskrevne soldater. Díaz forsøgte sig med samme form for manipulation af forretningslivet, som han udøvede med det mexicanske politiske system, så han favoriserede europæiske interesser over USA.
Rivalisering, især mellem USA- og britiske interesser, gjorde et system, der i forvejen besad en kompleks favorisering, endnu mere kompliceret. Samtidig med, at den økonomiske aktivitet blev øget, og de forskellige brancher trivedes, begyndte industriarbejderne at organisere sig for at opnå bedre forhold. Med ekspansionen af det mexicanske landbrug blev landarbejdere, der ikke selv ejede jord, tvunget til at arbejde for lave lønninger eller flytte til byerne. Småbønderne var presset af ekspansionen af haciendaerne, som fx i delstaten Morelos lige syd for Mexico City, hvor sukkerplantagerne trivedes. En forsker har talt om et "bondeovertryk", men det var ikke de områder med størst undertrykkelse, der gjorde oprør.

### Modstand mod Díaz
En række mexicanere begyndte at organisere en opposition mod Díaz' politik, som havde taget vel imod udenlandsk kapital og kapitalister, undertrykt spirende fagforeninger og konsekvent modarbejdet småbønderne i en tid, hvor landbruget blomstrede. I 1905 formulerede en gruppe mexicanske intellektuelle og agitatorer, som havde dannet Mexicos Liberale Parti (spansk: Partido Liberal Mexicano, PLM), et radikalt program for reformer, der særligt var rettet mod, hvad de opfattede som de værste aspekter af Díaz' regime. De mest prominente medlemmer af PLM var Ricardo Flores Magón og hans to brødre Enrique og Jesús. Sammen med Luis Cabrera Lobato og Antonio Díaz Soto y Gama var de knyttet til anti-Díaz-bladet El Hijo de Ahuizote. Politiske tegneserier af José Guadalupe Posada gjorde nar af politikerne og kultureliten med ætsende humor og portrætterede dem som skeletter. Det liberale parti grundlagde den anarkistiske anti-Díaz-avis Regeneración, som udkom på både spansk og engelsk. Fra sit eksil i USA begyndte Práxedis Guerrero at udgive en anti-Díaz-avis, Alba Roja, i San Francisco. Skønt de venstreorienterede grupperinger blot udgjorde en beskeden mængde, opnåede de gennem deres udgivelser særdeles stor indflydelse og hjalp til med at formulere modstanden mod Díaz-regimet. Francisco Bulnes beskrev disse mænd som "ægte skribenter" af den mexicanske revolution for at opildne masserne. Da præsidentvalget i 1910 nærmede sig, finansierede Francisco I. Madero, en idealistisk politisk amatør og del af en af Mexicos rigeste familier, avisen Anti-Reelectionista til støtte for kampen mod Díaz' fortsatte genvalg. 
Organiserede arbejdere arrangerede strejker for højere løn og mere retfærdig behandling. Krav om bedre forhold for arbejderne var et krav fra det liberale partis program, der var kommet til verden i 1905. Mexicanske kobberminearbejdere i den nordlige del af Sonora gik i aktion i 1906 i Cananea-strejken. Blandt andre forurettelser fik de lavere løn end de amerikanske statsborgere, der arbejdede i de samme miner. I delstaten Veracruz strejkede tekstilarbejderne i januar 1907 på den store Río Blanco-fabrik, som var verdens største, og protesterede mod uretfærdige arbejdsforhold. De blev betalt med kreditkuponer, der kun kunne anvendes i firmaets egne butikker, hvorved firmaet bandt arbejderne til sig.
Disse strejker blev ubarmhjertigt slået ned med støttet fra regeringsstyrker. Under Cananea-strejken modtog mineejer William Cornell Greene støtte fra Díaz' rurales i Sonora, lige som der blev tilkaldt Arizona Rangers fra nord for grænsen til USA. I Veracruz-delstaten nedskød den mexicanske hær Rio Blanco-tekstilarbejdere og fragtede ligene med tog til hovedbyen Veracruz, "hvor ligene blev smidt i havnen som føde for hajerne." Regeringsstøttet undertrykkelse af strejker var ikke enestående for Mexico, idet der kendes eksempler fra både USA og Vesteuropa. 
Den undertrykkende natur i Díaz' regime tiltrak et større antal USA-borgere, der kæmpede i international solidaritet med mexicanere mod Díaz, specielt fordi USA-ejede virksomheder var direkte ansvarlige for de uhyrlige arbejdsforhold i Mexico. Specielt den venstreorienterede journalist John Kenneth Turner var aktiv og skrev en serie af beskrivelser af Mexico under Díaz, som han offentliggjorde i amerikanske blade. Han samlede disse reportager og udgav dem i Barbarous Mexico i 1910. Som arbejdsmetode gav Turner den som rig forretningsmand, der var på udkig efter investeringsmuligheder i Mexico, hvorved han fik adgang til nogle af de mest undertrykkende og lukrative virksomheder i landet.
Idet pressen i Mexico også var undertrykt under Díaz, var det begrænset, hvor meget kritik af styret, der blev trykt. Aviserne nævnte knap nok strejkerne i Cananea og Rio Blanco eller de hårrejsende arbejdsforhold på plantagerne i Oaxaca og Yucatán. Venstreorienterede kritikere af regimet som Ricardo Flores Magón og Práxedis Guerrero gik i eksil i relativ sikkerhed i USA, men samarbejde mellem USA's regering og Díaz' agenter førte til anholdelse af nogle af dem.

### Præsidentvalget 1910
Díaz havde været ved magten i hele perioden siden valget i 1884. Allerede i år 1900, da Díaz blev 70 år, var spørgsmålet om hans efterfølger et tema. Det antages, at han havde besluttet at udnævne sin finansminister, José Yves Limantour som sin arvtager omkring 1904. Limantour var et af de centrale medlemmer af Científicos, en kreds af teknokratiske rådgivere, som var gennemsyret af en positivistisk politisk holdning.
En anden mulig kandidat var Bernardo Reyes, Diaz' krigsminister, som også var guvernør over Nuevo León. Reyes, der var modstander af Científicos, var en moderat reformpolitiker med en relativt stor tilhængerskare. Díaz anså ham som en alvorlig trussel for sin position og tvang ham til at gå ud af regeringen. Han blev sendt på "militære opgaver" i Europa for at isolere ham fra sine tilhængere.
Díaz valgte i 1906 Ramón Corral som vicepræsident, efter alt at dømme for at isolere ham fra beslutningsprocessen.
Selv om Díaz i et interview med journalist James Creelman offentligt havde annonceret, at han ikke ville opstille til valget i 1910 efter en række politiske protester mod hans regime, ændrede han mening og besluttede at genopstille i en alder af 80. I samme interview med Creelman udtalte Diaz, at Mexico var modent til indførelse af demokrati, og at han derfor ville tillade oppositionelle partier at opstille ved valget.
Det omstridte valg i 1910 var derfor en vigtig politisk begivenhed, der bidrog til den Mexicanske Revolution. Siden 1906 havde Diaz' regime udviklet sig i blevet meget autoritær retning og oppositionen voksede overalt i Mexico.
I 1909 afholdt Díaz og den amerikanske præsident William Howard Taft et historisk topmøde, dels i El Paso, Texas, dels i Ciudad Juárez, Mexico; det var det første møde mellem en mexicansk og en amerikansk præsident, og første gang en amerikansk præsident havde krydset grænsen til Mexico. Mødet kom i stand på Díaz' foranledning, idet han havde behov for at demonstrere, at han havde USA's støtte til at stille op til præsidentvalget for ottende gang. Taft lovede at støtte Diaz, idet amerikansk kapital efter 30 år med Díaz ved magten nu kontrollerede næsten 90 % af Mexicos råstofressourcer, dets nationale jernbanenet, olieindustri og en voksende del af dets landområder. Dette møde blev afgørende for Díaz' beslutning om at genopstille, som han argumenterede for på denne måde: "Da jeg er ansvarlig for at have skaffet adskillige milliarder dollars i udenlandske investeringer til mit land, synes jeg, at jeg bør fortsætte på min post, indtil en kompetent efterfølger er fundet."
Den 16. oktober, da mødet blev afholdt, opdagede Frederick Russell Burnham og den menige soldat C.R. Moore, der var Texas Ranger, en mand, der holdt en lille pistol og stod ved El Pasos handelskammer-bygning på processionsruten. Burnham og Moore pågreb og afvæbnede snigmorderen få meter fra Díaz og Taft.
"Den potentielle udfordring fra Reyes forblev en af Díaz' politiske besættelser i resten af årtiet, hvilket i sidste ende gjorde ham blind for faren ved udfordreren Francisco Maderos anti-genvalgskampagne."
I 1910 meddelte Francisco I. Madero, der var en ung mand fra en rig jordejerfamilie i den nordlige delstat Coahuila, at han havde planer om at udfordre Díaz i kampen om præsidentembedet ved det næste valg, under anti-genvalgspartiets fane. Madero valgte lægen Francisco Vázquez Gómez, der havde markeret sig som modstander af Díaz, som sin vicepræsidentkandidat. Selvom hans overordnede ideologi svarede ret meget til Díaz', så håbede Madero på at andre fra eliten kunne regere sammen med præsidenten. Díaz troede, at han kunne styre valget, som han havde gjort syv gange tidligere; men Madero førte en meget indædt og effektiv kampagne. For at sikre sig, at Madero ikke vandt, fik Díaz ham fængslet inden valget. Madero flygtede i en kort periode til San Antonio, Texas. Díaz blev udråbt som vinder af valget med en "jordskredssejr". Da det blev klart, at der var foregået svindel ved valg, greb Madero-tilhængeren Toribio Ortega til våben med en gruppe følgere ved Cuchillo Parado, Chihuahua den 10. november 1910.

### Afslutningen på Porfiriato
5. oktober 1910 skrev Madero et "fængselsbrev", den såkaldte Plan de San Luis med det centrale slogan: Sufragio Efectivo, No Re-elección (Fri valgret og intet genvalg). Heri blev valget af Díaz erklæret ugyldigt, og der blev opfordret til oprør mod Díaz fra den 20. november samme år. Maderos politiske plan opridsede ikke en større socioøkonomisk revolution, men den skabte håb for mange dårligt stillede mexicanere.
Maderos plan havde til hensigt at opildne til et folkeligt oprør mod Díaz, men han forstod også, at støtte fra USA og amerikanske finansfolk ville være af afgørende betydning med henblik på at underminere regeringen. Den rige og magtfulde Madero-familie trak på sine kontakter for at muliggøre et magtskifte, og Maderos bror, Gustavo A. Madero hyrede i oktober 1910 Washington-advokaten Sherburne Hopkins, "verdens bedste anstifter af latinamerikanske revolutioner", til at hjælpe med at skaffe opbakning i USA. En strategi gående ud på at miskreditere Díaz i den amerikanske forretningsverden og hos den amerikanske regering fik en vis medvind, hvor repræsentanter for Standard Oil gik i dialog med Madero. Mere vigtigt var det dog, at den amerikanske regering "bøjede neutralitetslovene for de revolutionære."
Mod slutningen af 1910 opstod der revolutionære bevægelser som følge af Maderos opfordring i Plan de San Luis. Maderos vage løfter om en landreform i Mexico var sød musik for mange småbønder over hele landet. Der udbrød spontane opstande, hvor almindelige landarbejdere, minearbejdere og andre fra arbejderklassen i Mexico sammen med store dele af landets oprindelige befolkning bekæmpede Díaz' styrker med en vis succes. Madero havde held til at få styrkerne fra oprørere som Pascual Orozco, Pancho Villa, Ricardo Flores Magón, Emiliano Zapata og Venustiana Carranza med sig. Den unge og dygtige Orozco dannede sammen med guvernør Abraham González en stærk enhed i det nordlige af landet og indtog, selv om de ikke specielt støttede Madero, byerne Mexicali og Chihuahua. Disse sejre opmuntrede alliancer med andre oprørsledere som Pancho Villa. Mod Maderos ønske kæmpede Orozco og Villa sammen og indtog Ciudad Juárez, der var naboby på grænsen til El Paso i Texas på den anden side af floden Rio Grande. Maderos opfordring til opstand havde nogle uforudsete konsekvenser som Magonista-oprøret i 1911 i Baja California.
Da den føderale hær blev besejret i en række træfninger, indledte Díaz' regering forhandlinger med de revolutionære. En af Maderos repræsentanter i forhandlingerne var hans vicepræsidentkandidat fra valget, Francisco Vázquez Gómez. Forhandlingerne kulminerede 21. maj 1911 med Ciudad Juárez-traktaten. Den underskrevne traktat indeholdt først og fremmest et punkt om, at Díaz sammen med vicepræsident Rámon Corral skulle trække sig fra deres poster inden udgangen af samme måned og erstattes af en midlertidig præsident, Francisco León de la Barra, indtil der kunne afholdes valg.
Nogle tilhængere kritiserede Madero for at være for svag, da han ikke selv overtog magten direkte efter Díaz og for ikke at gennemføre reformer straks. Imidlertid opnåede Madero ved at følge den korrekte valgproces at få etableret et liberalt demokrati samt at opnå støtte fra USA samt folkelige oprørere som Orozco, Villa og Zapata. de la Barra indtrådte som midlertidig præsident, og ved valget i oktober 1911 vandt Madero en markant sejr, hvorpå han blev indsat som præsident i november samme år.
Da Díaz forlod landet for at gå i eksil i Paris, udtalte han efter sigende: "Madero har sluppet en tiger løs; lad os se, om han kan tæmme den."

## Madero som præsident 1911–1913
Porfirio Díaz' eksil i maj 1911 skabte plads for et interimstyre under Francisco León de la Barra, indtil det egentlige valg blev afholdt i oktober samme år, hvor Madero vandt en klar sejr.
Madero var en uerfaren politiker, men valget af ham skabte forventninger om positive forandringer. Ciudad Juárez-traktaten fastholdt imidlertid Díaz-regimets grundlæggende strukturer, blandt andre forbundshærens loyalitet. Madero fastholdt, at Mexico havde brug for et ægte demokrati med en fri presse, ægte valghandlinger og retten til at organisere arbejdskraften i fagforeninger. 
Den hær af oprørere, som havde skaffet ham magten, blev opløst og tropperne vendte tilbage til det civile liv. Pancho Villa, som havde været med til at tvinge Díaz i eksil, sagde under en middag i Ciudad Juárez i 1911 til Madero:
"De har ødelagt revolutionen.. disse spradebasser har simpelthen gjort Dem til grin, og det vil formentlig koste os livet, Deres eget inklusive." Madero ignorerede denne advarsel og støttede sig i stedet til forbundshæren, da der udbrød oprør i Mexico i 1911–1912. De største trusler mod styret fandt sted i Morelos, hvor Emiliano Zapata stod i spidsen for opstanden, og i det nordlige Mexico, hvor Pascual Orozco var leder.
I kølvandet på urolighederne udnyttede pressen den nye frihed til skarpt at kritisere Madero. Fagforeningerne, som havde været undertrykt under Díaz, organiserede strejker, som fandt sted under brugen af anti-amerikanske slogans. De blev derfor af de udenlandske investorer anset for en trussel mod deres ejendom. Den anarko-syndikalistiske organisation Casa del Obrero Mundial ("Verdensarbejdernes hus") blev grundlagt i september 1912 af Antonio Díaz Soto y Gama, Manuel Sarabia og Lázaro Gutiérrez de Lara. Organisationen blev et center for agitation og propaganda, men var ikke offentligt anerkendt for at være en fagforening.
Blandt de nye politiske partier, der blev dannet, var Det Nationale Katolske Parti, som stod stærkt i de fleste regioner i Mexico. Blandt de katolske aviser, som blev udgivet under Maderos styre var El País og La Nación, som senere blev undertrykt under Victoriano Huertas regime (1913–1914).
Madero havde ikke den nødvendige erfaring eller det ideologiske fundament, der var nødvendig for at belønne de folk, der havde hjulpet ham til magten. Nogle af de revolutionære ledere forventede personlige belønninger, blandt andet Pascual Orozco fra Chihuahua. Andre så frem til større reformer, særligt Emiliano Zapata og Andrés Molina Enríquez, som længe havde arbejdet for landbrugsreformer i Mexico. Madero mødtes personligt med Zapata, hvor han sagde til guerillalederen, at landbrugsspørgsmålet måtte undersøges grundigt. Det var tydeligt, at Madero som medlem af en rig godsejerfamilie fra nord ikke var til sinde at gennemføre omfattende reformer til gavn for forurettede småbønder.
Som en reaktion på de udeblevne handlinger offentliggjorde Zapata Ayala-planen i november 1911 og erklærede med denne oprør mod Madero. Han genoptog sin guerillakrig i Morelos-delstaten, og Madero sendte forbundshæren ud for at tage hånd om Zapata, men uden held. Zapata forblev tro mod sin krav, som var formuleret i Ayala-planen, og i oprør mod den til enhver tid siddende centrale regering indtil mordet på ham i 1919 af en af præsident Venustiano Carranzas agenter.
Den unge Pascual Orozco, der havde hjulpet til med at indtage Ciudad Juárez for de revolutionære, havde forventet at blive guvernør i Chihuahua, en magtfuld post. Skønt Orozco var "dagens mand" i 1911 gav Madero i stedet guvernørposten til Abraham González, en velrenommeret revolutionær, med henvisning til, at Orozco ikke var gammel nok til efter loven at kunne blive valgt som guvernør, en taktik der var "et brugbart forfatningsmæssigt alibi for at stå i vejen for unge, populære revolutionslederes ambitioner."
Madero havde i stedet sat Orozco i spidsen for den store gruppe rurales i Chihuahua, men for en begavet revolutionær kriger, som havde medvirket til Díaz' fald, var Maderos udnævnelse en hån. Da Madero nægtede at sætte gang i sociale reformer med mere humane arbejdstider, højere løn og bedre arbejdsforhold, oprettede Orozco sin egen hær, "Orozquistas", også kaldet Colorados ("Red Flaggers"). I begyndelsen af 1912 gjorde de oprør mod Madero, hvilket forfærdede amerikanske forretningsfolk og andre udenlandske investorer i den nordlige region. Det var et signal til mange om, at Maderos regering ikke evnede at opretholde lov og orden, som havde været fundamentet i den modernisering, der havde fundet sted under Porfirio Díaz.
Maderos manglende erfaring betød, at han kom i konflikt med de forskellige fraktioners ønsker. Nogle forventede personlig belønning eller indflydelsesrige poster, mens andre ønskede større reformer. Til den første gruppe hørte Pascual Orozco fra Chihuahua, til den anden gruppe regnes Emiliano Zapata og Andrés Molina Enríquez, som havde kæmpet for jordreformer gennem længere tid. Under et møde mellem Madero og Zapata, erklærede præsidenten, at "jordspørgsmålet kræver et nøjere studium". 
Som svar på præsidentens manglende vilje til at handle i jordspørgsmålet fremsatte Zapata Plan de Ayala i november 1911, hvor han erklærede sig som oprører mod regeringen. Han genopbyggede sin hær i Morelos og Madero sendte som modtræk forbundshæren i kamp mod Zapata uden succes. Zapata fulgte sin Plan de Ayala som oprører mod alle centralregeringer indtil han blev snigmyrdet af en af præsident Venustiano Carranzas agenter i 1919. 
Pascual Orozco, som havde været med til at indtage Ciudad Juárez for de revolutionære, forventede at blive udnævnt til guvernør over Chihuahua i 1911. 
Madero udnævnte i stedet Abraham González med den begrundelse, at Orozco ikke havde nået den lovfæstede alder til at få posten. Dette argument var et gammelt "forfatningsmæssigt trick", når mexicanske præsidenter undgik udnævnelsen af unge og populære revolutionære ledere. For Orozco var dette en fornærmelse, og han organiserede sin egen milits, kaldet "Orozquistas", som fra begyndelsen af 1912 gjorde oprør. De ødelæggelser, dette oprør medførte, ligesom den frygt det skabte blandt udenlandske investorer, var med til at ryste Maderos administration. Victoriano Huerta, der var blevet udnævnt som leder af forbundshæren, blev udpeget til at nedkæmpe oprøret. Det lykkedes at bremse oprøret, men Huertas var loyal overfor general Bernardo Reyes og konservative modstandere af Madero. Da han fik støtte fra den lokale guvernør i form af tropper under ledelse af Pancho Villa, så han denne som en alvorlig trussel. Derfor fængslede han denne i juni 1912 i forbindelse med en sag om stjålne heste, og Villa blev dødsdømt. Det lykkedes dog for Villa at flygte til USA, hvorfra han vendte tilbage for at påtage sig en større rolle i borgerkrigene 1913–1915.
En opstand i Mexico City, ledet fra fængslet af Bernardo Reyes og Diaz' nevø i februar 1913 er kendt som de ti tragiske dage (la decena trágica). Dette oprør førte til, at Madero blev afsat og senere snigmyrdet under transporten til fængslet. Madero havde tilkaldt Huerta, for at denne skulle knuse oprøret, uvidende om, at denne var blevet bedt om at deltage i oprøret, men havde afslået. I løbet af de ti dage blev Bernardo Reyes dræbt, og civilbefolkningen blev udsat for plyndringer, artilleriild og gadekampe.
Madero mistede sine støtter i kongressen og Huerta tilsluttede sig oprørerne. Da USA's ambassadør Henry Lane Wilson, som havde benyttet sin position til at udhule USA's støtte til Madero, fik sin regerings opbakning til at støtte den nye alliance mellem Huerta og 
Félix Díaz, var regimet i opløsning. Huerta blev udnævnt som provisorisk præsident, da Moreno ikke havde opbygget en holdbar politisk organisation, som kunne fortsætte hans arbejde.

## Huertas diktatur 1913- 1914
General Victoriano Huerta blev præsident i 1913, og hans styre karakteriseres normalt som et diktatur." Generelt opfattes han som kontrarevolutionær, men denne betegnelse er omstridt. Fra kuppet i februar 1913 til oktober samme år forsøgte han at legitimere sit regime. Fra oktober 1913 opgav han at styre landet indenfor rammerne af et demokrati og dræbte politiske modstandere, som opponerede mod hans styreform.
Fra starten støttede både lokale og internationale interessenter regimet. En række forretningsfolk, såvel fra udlandet som internt, den romersk katolske kirke og Tyskland og Storbritannien. Jesús Flores Magón, samt tilhængere af Bernardo Reyes, Félix Díaz og Francisco León de la Barra støttede ham også.
Huerta havde vist interesse for at starte reformer af landbruget, men allerede efter en måned på præsidentposten blev han mødt med kritik for at trække disse reformer i langdrag. Herefter startede en række oprør rundt om i Mexico. Det mest bemærkelsesværdige af disse blev ledet af guvernøren Venustiano Carranza, som samarbejdede med Pablo González og flere gamle revolutionære, der var blevet hjemsendt af Madero, fx Pancho Villa. Huerta frygtede at guvernøren i Chihuahua Abraham González ville støtte oprøret og lod ham arrestere, hvorefter han blev myrdet.
I Morelos fortsatte Emiliano Zapata sin Plan of Ayala med krav om ekspropriation af godsernes jorde og overgivelse af disse til fattige bønder. Zapata afslog et tilbud fra Huerta om at indgå en fredsaftale.
Den amerikanske præsident Taft fratrådte den 4. marts 1913 og overlod det til sin efterfølger, Woodrow Wilson at tage stilling til en anerkendelse af regimet. Wilson nægtede på trods af ambassadens støtte til Huerta at anerkende dennes regering og udsendte sin "personlige rådgiver" John Lind, der sympatiserede med oprørerne, til ambassaden. Denne forsøgte at overbevise Huerta om, at der burde udskrives valg, hvor Huerta selv undlod at opstille. I givet fald ville USA tilbyde et lån, men udelukkede ikke en militær invention, hvis Huerta afslog tilbuddet.
Huerta kom nu under pres i parlamentet, og i oktober 1913 gennemførte han arrestationer af og drab på flere af sine politiske modstandere. I kampen mod sine modstandere brugte han blandt andre børnesoldater.
 Efter arrestationerne af oppositionen fortsatte valghandlingen, hvilket overbeviste Woodrow Wilson om, at USA ikke kunne stole på valghandlinger som vejen til demokrati i Mexico.
Huerta udbyggede de militære styrker i væsentlig grad. Da Huerta tog magten i 1913 bestod forbundshæren af ca. 50,000 men, men Huerta udskrev løbende flere styrker, og i foråret 1914 udgjorde hæren ca. 250,000 mand. Dette kunne ikke gøres ved hjælp af frivillige, men mens regeringen tvangsudskrev tropper, havde de revolutionære ikke problemer med at rekruttere frivillige. Mange af de nye oprørere var desertører fra Huertas tropper. Huertas position blev løbende svækket og i juli 1914 henvendte han sig til den tyske regering om hjælp. Trods en vis modvilje mod at ekskortere ham på et af sine skibe, valgte denne at hjælpe ham ud af landet med ca. en halv million mark i guld. Fra sit eksil forsøgte han at vende tilbage til Mexico via USA og havde opnået en alliance med sin tidligere modstander Pascual Orozco. De amerikanske myndigheder foranstaltede hans arrestation og fængslede ham i Fort Bliss, Texas. Her døde han i januar 1916.

## Fredsforsøg i 1914
Efter Huertas fald søgte de forskellige revolutionære grupper at nå til enighed gennem en aftale. De første møder blev holdt i Mexico City, men da Pancho Villa nægtede at deltage her, blev de flyttet til Aguascalientes. Det første initiativ tog  Venustiano Carranza, som selv opfattede det "som det sidste forsøg på at skabe enhed blandt de revolutionære kræfter". Eulalio Gutiérrez Ortiz blev valgt som midlertidig præsident for 20 dage og Villa blev udpeget som general over den konstitutionelle hær. De ledende revolutionære godkendte imidlertid ikke aftalen og 6. december 1914 havde Villa og Zapata organiseret en fælles hær på 60.000 mand, som tog kampen op mod Carranza. Hermed startede den periode, der betegnes som "Vindernes krig"

## Vindernes krig 1914-1915
Med Huertas afgang i juli 1914 blev de revolutionære fraktioner enige om at mødes og lave "et sidste forsøg på afværge mere intens krigsførelse end den der var under Huerta.” Oprindeligt skulle have mødtes i Mexico City i oktober 1914, men revolutionisterne satte sig imod Carranzas indflydelse og flyttede i stedet mødet til Aguascalientes. Aguascalienteskonventionen forenede dog ikke de forskellige sejrrige fraktioner af den mexicanske revolution, men blev en kort pause i voldsudgydelserne. Bruddet mellem Carranza og Villa blev endeligt under konventionen.
Carranza havde forventet at kunne bekræfte sin position som øverste leder for de revolutionære tropper, men hans støtter "mistede kontrollen over sagen." Carranzas opposition var stærkest i de områder der var populære og voldsomme krav om reformer, særligt i Chihuahua, hvor Villa var magtfuld, og Morelos, hvor Zapata herskede. Aguascalienteskonventionen bragte oppositionen ud i et åbent forum.
I konventionen krævede revolutionens generaler, at Carranza skulle træde tilbage fra den udøvende magt. Selv om Carranza gik med til det, så fremsatte han betingelser for at gøre det. Han trådte kun tilbage, hvis både Pancho Villa og Emililano Zapata, der var hans to primære rivaler om magten, også trådte tilbage og gik i eksil. Og der skulle være en prækonstitutionel regering "der skulle tage sig af at udføre sociale og politiske reformer, som landet behøvede før en fuldt konstitutionel regering kunne blive genetableret.”
I stedet for at blive øverste leder blev Carranza, der var præsident af Mexico under konventionen, blev general Eulalio Gutiérrez valgt til posten i en periode på 20 dage. Dette var Carranza dog imod. Borgerkrigen fortsatte, denne gang mellem revolutionsære, der tidligere havde kæmpet på samme side under Huerta i 1913–1914. Selv om general Alvaro Obregón havde udøvet en moderat magt under den konstitutionelle konvention, og at han var en af dem, som havde stået bag at konventionen skulle få Carranza til at træde tilbage, da konvetionstropper erklærede at Carranza var imod, så støttede Obregón alligevel Carranza frem for Villa og Zapata.
Den nordlige general Pancho Villa indgik en alliance med den sydlige leder, Emiliano Zapata, og dannede Konventionshæren. Deres tropper bevægede sig nu mod hovedstaden og erobrede Mexico City, som Carranzas tropper havde forladt i decemebr 2014. Det berømte billede af Zapata og Villa, med Villa i præsidentstolen i Palacio Nacional er et klassisk billede af revolutionen. Villa skal have sagt til Zapata at præsidentstolen var #for stor til os."
I praksis var alliancen mellem Villa og Zapata i konventionshæren ikke gældende efter den første sejr over konstitutionalisterne. Villa og Zapata forlod hovedstaden, og Zapata vendte tilbage til sin højborg, Morelos, i syd, hvor han fortsatte med føre krig under Ayalaplanen. Konventionsregeringen manglede et stærkt magtcenter og lederskab, og den var derfor plaget af ustabilitet. Villa var den egentlige magt, som kom ud af konventionen, og han forberedte at styrke sin position ved at vinde en stor sejr over konstitutionalist-hæren.
Villa havde fået et velfortjent ry som en hård og succesfuld general. Kombinationen af hans tropper, der var opstillet mod Carranza, andre nordlige generaler og Zapata var større end den Konstitutionelle Hær, så det var ikke klart, om Carranza ville sejre. Han havde dog fordel af Alvaro Obregóns loyalitet. På trods af Obregóns moderate handlinger under Aguascalienteskonvention, hvor han sågar forsøgte at overtale Carranza til at træde tilbage, så stillede han sig bag Carranza.
En anden af Carranzas fordele var konstitutionalisterne kontrol over Veracruz, selv om USA stadig havde besat området. USA havde konkluderet at både Villa og Zapata var for radikale og fjendtligt stillede overfor USA og landets interesser, og de havde i stedet valgt at støtte Carranza. USA timede sit exit fra Veracruz, der blev forhandlet ved Niagara Falls fredskonferencen, der kom Carranza til gode, og gav konstitutionalisterne mulighed for at få store mængder ammunition. USA anerkendte Carranzas regering i 1915.

## Konstitutionalisterne ved magten under Carranza 1915–1920
Venustiano Carranza havde samlet oppositionen mod Huerta. Mens Alvaro Obregónforblev loyal overfor Carranza, brød Pancho Villa alliancen og tilsluttede sig Emiliano Zapata.
Villas og Obregóns rivaliserende hære mødte den 6. til 15. april i 1915 under slaget ved Celaya. Villas tropper udførte frontale kavaleriangreb, og de blev mødt af snu, moderne militære taktikker og Obregóns tropper. Konstitutionalisternes sejr var fuldstændig. Carranza blev den politiske leder af Mexico i 1915 med en sejrrig hær, der kunne holde ham på posten. Villa trak sig tilbage nordpå. Carranza og hans tilhængere konsoliderede deres position som vinderne, og Zapata forblev en trussel indtil han blev snigmyrdet i 1919. 
Carranza havde fået våben fra USA,  mens Villa, der tidligere havde haft et godt forhold til de amerikanske myndigheder, plyndrede Columbus, New Mexico i marts 1916. Dette fik den amerikanske regering, som var under pres fra offentligheden og William Randolph Hearst's presse til at sende en straffeekspedition for at fange ham. Her benyttede USA for første gang fly som støtte til en militær operation. Villa var dybt forankret i bjergene i det nordlige Mexico, og han kendte terrænet for godt til at blive fanget. Pershing kunne ikke fortsætte sin mission, og blev tvunget til at trække sig tilbage. Denne hændelse skadede ikke bare det skrøbelige forhold mellem USA og Mexico, men det øgede også antiamerikanismen blandt mexicanerne.  Carranza reagerede med at understrege Mexicos suverænitet og medvirkede derved til den amerikanske tilbagetrækning i 1917. Han gennemførte ligeledes vedtagelsen af en ny forfatning, som var stærkt nationalistisk blandt andet ved ekspropriation af udenlandsk ejendom og med en gennemgribende jordreform og en beskyttelse af organiserede arbejdere.
Carranza's attempt to impose his civilian candidate for the 1920 election and the opposition of the generals who had ousted him meant that Carranza was not honored as a revolutionary hero in the 1920s and 30s, and Carrancismo was seen as a "deviation", "the tragic interim of the Carrancista period during which the values of la Revolución were transmuted and for a time defeated."  His remains were not placed in the Monument to the Revolution until 1942, when Manuel Ávila Camacho was president.

## Jordreformer
Under Porfirio-regeringen led bønderne på landet mest. Regimet konfiskerede store områder af landet, hvilket skabte store tab i landbrugssektoren. I 1883 overtog regeringen landbrugsområder og videregav mere 27,5 millioner ha til udenlandske virksomheder. I 1894 var én ud af fem hektar land i Mexico ejet af udenlandske interesser. Mange rige mexicanske familier ejede allerede store ejendomme og jordområder, hvilket resulterede i, at jordløse bønder arbejdede på landet stort set som slaver. I 1910, ved starten på revolutionen, boede og arbejdede omkring halvdelen af bønderne på landet på plantager. De brutale overgreb på bønderne bidrog til flere voldelige oprør, der blev igangsat under den mexicanske revolution, og dens efterfølgende kurs, hvilket gav den karakter af et gigantisk bondeoprør for et land, der angreb strukturen af staten Mexico.
Efter Salvador Alvarado tog kontrol over Yucatán i 1915, organiserede han et stort socialistparti og udførte store landreformer. Han konfiskerede stor godser og gendistribuerede dem i mindre jordlodder blandt de frigivne bønder.

## USA's rolle
Både Taft og Wilson havde tidligere understreget USA's sympatier i forhold til de stridende parter. Den første gang USA blandede sig direkte i revolutionen var i 1914 under Ypiranga-hændelsen. Da amerikanske efterretningsagenter modtog besked om, at Ypiranga, der var et tysk handelsskib, var på vej til landet med illegale våben til Huerta, beordrede Woodrow Wilson amerikanske tropper til havnen i Veracruz for at forhindre skibet i at lægge til kaj. Wilson erklærede aldrig Mexico krig. USA havde træfninger med Huertas tropper i Veracruz. Ypiranga formåede at lægge til land i en anden havn og lodse våbnende, hvilket gjorde Wilson meget vred. ABC-staterne blandede sig og de amerikanske tropper forlod Mexico, men hændelsen havde allerede tilføjet yderligere spændinger til det mexicansk-amerikansk forhold.
I 1916 skete der en gengældelsesaktion for plyndringen af Pancho Villa i Columbus, New Mexico, og 15 amerikanske statsborgeres død, der blev dræbt af en gruppe Villistas som angreb et tog på Mexico North Western Railway nær Santa Isabel, Chihuahua, Præsident Wilson sendte tropper under ledelse af brigadegeneral John J. Pershing til Mexico for at fange Villa. 

## Den katolske kirkes rolle
I perioden 1876-1911 var forholdet mellem den romerskkatolske kirke og den mexicanske regering stabilt, og de anti-gejstlige love i Mexicos Grundlag af 1857 eksisterede stadig, men blev ikke håndhævet, så konflikterne ophørte.
Under Francisco I. Maderos tid som præsident (1911–1913), blev konflikten med kirkestaten relativt fredelig. Det Nationale Katolske Parti blev en vigtig politisk opposition til Madero og hans regering. I juni 1912 ved valget til kongressen klarede "det katolske parti (PCN) sig forbløffende godt." I denne periode blev Catholic Association of Mexican Youth (ACJM) grundlagt. Selvom det Nationale Katolske Parti var i opposition til Maderos regime, så "glædede Madero sig tydeligvis over en slags topartisystem (katolsk og liberal); han tilskyndede det katolske politiske engagement." Det der udviklede sig under Maderos regime var "Díaz' gamle politik med færre spændinger til kirkestaten der blev fortsat, muligvis hurtigere og på mere sikkert grundlag." Den katolske kirke arbejdede inden for det nye demokratiske system, der blev styret af Madero, men den havde sin egen interesse i at fremme sagen. Nogle af kirkens kræfter kom fra den gamle konservative kirke, mens den nye progressive kirke, der blev støttet af social katolicisme fra det pavelige encyklus Rerum novarum 1891, også støttede op. Da Madero blev afsat i februar 1913 af kontrarevolutionærerne, støttede den konservative del af kirken dette kup.
Under det Huertas kontrarevolutionære regime (1913–1914) støttede den katolske ham i første omgang. "Kirken repræsenterede en kraft til reaktion, særligt på landet." Huerta havde "Gabriel Somellera, præsident for [Nationale] Katolske Parti arresteret; La Nación, havde protesteret mod kongressens opløsing og de vandsvindel [i oktober 1913], ligesom andre katolske aviser, og de gik i lag med den officielle presse, og blev til sidst lukket ned. El País, der var den primære katolske avis, overlevede i et stykke tid."

## Konsolidering af revolutionen, 1920–1940
En af de store problemer som Alvaro Obregóns tidlige post-revolutionsregering stod overfor, var at stabilisere landet. Regionale caciques (høvdinger) kæmpede stadig med hinanden i mindre træfninger. Den brede befolkning krævede reformer, som var blevet lovet i grundloven fra 1917. Arbejderklassens fattige havde stadig mange problemer, såsom gældspension og større butikskæder, som bibeholdt en fattig befolkning. Militæret havde generaler, som ønskede at styrte regimet for selv at tage magten. Der var også udenlandske regeringer, primært USA, som frygtede at Mexico ville vende sig mod kommunismen, som det var sket med Rusland i 1918. Obregón stod i en vanskelig situation; han blev nødt til at appellere til både højre- og venstrefløjen, for at sikre at landet ikke ville falde tilbage i en borgerkrig.
I forhold til masserne var Obregón konservativ, men stadig en reformator, og han begyndte at lytte til de krav, som befolkningen havde, for at berolige folket. Obregóns første fokus i 1920 var en jordreform. Hans guvernører i forskellige stater havde trumfet reformerne igennem, som var kommet med grundloven i 1917. De var dog temmelig begrænsede. Tidligere zapatistas havde stadig stor indflydelse i den postrevolutionære regering, så de fleste reformer begyndte Morelos, der var arnestedet for zapatista-bevægelsen.
På trods af pres fra USA flirtede Obregón med den nydannede Sivjet. For at appellerer til de intellektuelle og venstreorienterede bønder begyndte den officielle mexicanske propaganda at have et meget marxistisk udgangspunkt. Vægmalerier med Lenin og Trotsky begyndte at optræde på regeringsbygninger. på trods af sympati for socialismen, begyndte regeringen at indføre nationalisme blandt bønderne. Dette blev gennemført ved at mindes og hylde revolutionens figurer og skabe antivestlige vægmalerier. Blandt de kunstnere, der blev ansat til dette, var Diego Rivera, der havde et mexicansk nationalistisk og marxistiske skær i sine vægmalerier for regeringen. På trods af et antivestlig og prosocialistisk regime, så separerede Obregón ikke den mexicanske økonomi fra udenlandske kapitalister, og han tillod frihandel med visse restriktioner.
Med hensyn til militæret, så var en af hans første skridt at inkorporere nogle af de personer, som havde kæmpet i revolutionen. Han forsøgte at svække det ultrakonservative officerskorps, som ikke var venligt stemt overfor hans regering. Nogle af hans reformer begyndte at gøre officerskorpset vrede, hvilket ledte til, at det i 1924 forsøgte at kuppe Obregón. Dette oprør kunne han dog knuse uden de store problemer.
Kort efter det fejlslagne kupforsøg sluttede Obregóns tid som præsident, og den revolutionære Plutarco Elías Calles overtog magten. I et forsøg på at polstre sit regime mod yderligere kupforsøg begyndte Calles at give bønder og fabriksarbejdere våben. Han fortsatte med andre reformer, der var igangsat af hans forgænger, heriblandt antiklerikalistiske love, for at forhindre den katolske kirker i at få indflydelse på staten.
En af disse skridt, angående jordreformerne, var at nationalisere det meste af det landbrugsjorden, og given den til bønderne over hele Mexico. Han etablerede også et nationalt skolesystem i slutningen af 1924, der hovedsageligt var sekulære, for at kæmpe imod kirkens indflydelse. Efter to år protesterede kirken mod bevægelsen, ved at nægte at give akramente til befolkningen. Vise bønder sluttede sig også til protesterne, og føjede større jordreformer til listen over de oprørske præsters krav. Oprøret blev åbent støttet af den katolske kirke, som også finansierede en del af den, hvilket startede Cristerokrigen.
Imens, i 1927, blev det forsøgt med endnu et militærkup, som denne gang blev støttet af jordejere. Calles knuste hurtigt oprøret med hjælp fra de nyligt mobiliserede bondebataljoner, som senere blev brugt til at bekæmpe kirken. Midte i det arbejderklasse-militær, landreformer og anti-kirkeraktioner begyndte den amerikanske regering åbnet at kalde Mexico for et bolsjevikregime. For at komme sig over tilbageslaget, begyndte Calles at nedtone den radikale retorik, og bremsede jordreform-politikkerne i 1928. Et år senere besejrede Calles kirken, hvilket satte en ende for oprøret.
Efter krigen var slut i 1929 begyndte tilhængere af Calles og Obregón at danne et samlet politisk parti kaldet Partido Revolucionario Institucional eller PRI. Det blev samlet af forskellige revolutionære fraktioner fra borgerkrigen for at forhindre yderligere Cristero-oprør og etablerede stabilitet.
Efter en serie midlertidige præsidenter, der blev kontrolleret af partiet, overtog Lázaro Cárdenas magten i 1934. Cárdenas var socialist, og han begyndte at basere regeringens politik på klassekamp og at give masserne magt. Ikke alle hans reformer var dog fuldstændig socialistiske, hvilket gjorde ham mere midtersøgende end en ren socialist. Ikke desto mindre var hans regeringstid den mest radikale fase efter revolutionen.
Hans første skridt var reformer i 1935, der var rettet mod bønderne. Tidligere stormænd blandt jordejerne mistede deres politiske magt, så han begyndte at støtte mere og mere op om bønderne. Han forsøgte også at centralisere regeringens magt yderligere, ved at fjerne de regionale caciques, hvilket gjorde det nemmere for ham at gennemføre reformer. For at udfylde det politiske vakuum, hjalp Cárdenas med at danne PRI, som blev sponsoreret af bønderne, hvilket både gav magt til bønderne og regeringen.
Andre reformer inkluderede at nationalisere vigtige industrier som olie-, land- og jernbaneindustrierne. For at berolige arbejderne sørgerede Cárdenas for at ende gældspension og trucksystemet, hvilket blev i stort udstrækning blev afskaffet under hans styre, bortset fra udkantsområder i Mexico. For at forhindre konservative fraktioner i militæret mod at konspirere imod ham og for at sætte ledige soldater i arbejde, så mobiliserede Cárdenas hæren til at udføre offentlige byggeprojekter. Det samme år udbrød der endnu et Cristero-oprør. Det var delvist igangsat som følge af Cárdenas mandat for sekulær uddannelse tidligt i hans regeringstid i 1934. Oprøret blev hurtigt stoppet, fordi den katolske kirke ikke støttede det officielt, og i stedet gav oprørerne besked på at overgive sig selv til regeringen.
Pret efter, i 1936, bevæbnede Cárdenas både bønderne og arbejderne yderligere, og han begyndte at organisere dem i formelle militser. Dette viste sig at blive yderst anvendeligt, idet disse militser kom til hans hjælp i det sidste militærkup i revolutionære Mexico i 1938.
Da Cárdenas ikke så nogen opposition i borgerskabet, generaler eller de konservative jordejere, begyndte han at opføre kollektive landbrug kaldet ejidos for at hjælpe bønderne, særligt i det sydlige Mexico. Dette beroligede bønderne, og det skabte en langvarig stabilitet. De var dog ikke særlig gode til at brødføde store befolkningen, og det endte derfor med at skabe flere fødevarekriser i byerne. For at afhjælpe dette valgte Cárdenas at støtte kapitalisterne der byggede store kommercielle landbrug, som kunne producere mad til byernes store befolkninger. Dette var det sidste der skulle til for at encomienda-systemet blev endeligt afskaffet, hvilket gjorde Mexico til en blandingsøkonomi, der kombinerede agrarsocialisme og industriel kapitalisme i 1940. Cárdenas forlod præsidentembedet i 194+, hvilket markerede afslutningen på den sociale revolution, og det varslede begyndelsen på et halvt århundrede med relativ stabilitet.

## Eftermæle

### Grundloven af 1917
En vigtig del af revolutionens eftermæle er grundloven fra 1917. Den blev skubbet igennem af populistiske generaler i Carranzas regering for at får populær støtte. Den blev ikke skrevet af den liberale elite eller militæret selv, men i højere grad af populistiske fagfolk, der gjorde dokumentet mere autentisk for bondestanden. Dokumentet medførte adskillige reformer, som populistiske fraktioner havde krævet under revolutionen, hvor bl.a. artikel 27 giver magt til staten til at ekspropriere ressourcer, der bliver asnet for at være vigtige for nationen. Disse eksproprieringer inkluderede hacianda-landområder og omfordeling til bønderne. Artikel 27 gav også regeringen magt til at ekspropriere udenlandske virksomheders ejendomme, hvilket sås mest prominent i 1938, hvor landets olieressourcer blev eksproprieret fra udenlandske firmaer. I artikel 123 igangsatte grundloven store arbejdsreformer, inklusive en 8-timers arbejdsdag, ret til at strejke, ligeløns-love for kvinder og afskaffelsen af at udnytte børnearbejde. Grundloven svækkede den romerskkatolske kirke i landet. I begyndelsen af 1990'erne introducerede regeringen reformer i grundloven, der fjernede regeringens magt til at ekspropriere samt dens restriktioner overfor religiøse institutioner. Lige da Carlos Salinas de Gortari' regering ændrede væsentlige bestemmelser i forfatningen, åbnede metrostationen Metro Constitución de 1917.

### Sociale ændringer
Den mexicanske revolution medførte flere forskellige sociale ændringer. Lederne af Porfiriato mistede deres politiske magt (men beholdt deres økonomiske magt), og middelklassen begyndte at kommer ind i den offentlige administration. "På dette tidspunkt blev bureaukraten, regeringsembedsmanden, lederen født […]". Hæren åbnede det sociopolitiske system og blev den primære institution i revolutionen. Dens betydning kan ses i andelen af regeringsposter, der er besat af militærfolk: mens Madero havde magten var det 0 %, under Calles' regering var det et sted mellem 50 og 60 %. Den nye herskende klasse øgede sin økonomiske magt igennem ejerskab af ejendomme og virksomheder. Ikke desto mindre blev det ikke en fast del af borgerskabets investeringer på længere sigt, men snarere et betydeligt antal ejendomme og så brugte de deres penge på luksus og fornøjelser.
På den anden side bragte den mexicanske revolution store kvalitative ændringer til byerne, på trods af at andelen af befolkning på landet og i byerne, og antallet af arbejdere og middelklasse stort set forblev uændret. Store jordejere flyttede til byen for at slipper for kaosset der herskede i landområderne. Nogle fattige bønder migrerede også til byerne og bosatte sig i boligområder hvor Porfiriato-eliten tidligere havde boet. Boligstandarden i byerne blev også bedre: fra at bidrage til 42 % af landets GDP til omkring 60 % i 1940. Den sociale ulighed blev dog ikke ændret.
De største ændringer skete blandt landbefolkningen. Landbrugsreformen gjorde det muligt for revolutionære kæmpere at eje land, og det skabte en ny social klasser kendt som "ejidatarios". Strukturen i ejerskabet af landet hjalp dog ikke på udviklingen af landbruget, og gjorde den landlige befolkning endnu fattigere. “Fra 1934 til 1940 faldt lønningerne 25% i landområderne, mens lønnen for arbejderne i byen steg 20%". “Der var mangel på føde, der var ikke meget at sælge af og endnu mindre at købe. […] traditionen med at sove på gulvet findes stadig, […] diæten var begrænset til bønner, tortilla og chilipeber; tøjet er dårligt”. Bønder flyttede midlertidigt til andre dele af regionerne for at arbejde i produktionen visse afgrøder, hvor de ofte blev udnyttet, misbrugt og led af forskellige sygdomme. Andre besluttede at rejse til USA.

## Yderligere læsning
| - Brenner, Anita. The Wind that Swept Mexico. New Edition. Austin: University of Texas Press 1984. - Brewster, Keith. "Mexican Revolution: October 1910 – February 1913" in Encyclopedia of Mexico, vol. 2, pp. 850–855. Chicago: Fitzroy Dearborn 1997. - Crossen, John F. "Mexican Revolution: October 1915 – May 1917" in Encyclopedia of Mexico, vol. 2, pp. 859–862. Chicago: Fitzroy Dearborn 1997. - Cumberland, Charles C. Mexican Revolution: Genesis under Madero. Austin: University of Texas Press 1952. - Cumberland, Charles C. Mexican Revolution: The Constitutionalist Years. Austin: University of Texas Press 1972. - Gilly, A. The Mexican Revolution. London 1983. - Gonzales, Michael J. The Mexican Revolution: 1910–1940. Albuquerque: University of New Mexico Press, 2002. - Hart, John Mason. Revolutionary Mexico: The Coming and Process of the Mexican Revolution. Berkeley and Los Angeles: University of California Press 1987. - Williams, William Weber (1968). Heroic Mexico: The Violent Emergence of a Modern Nation. Doubleday. - Katz, Friedrich. The Secret War in Mexico: Europe, the United States, and the Mexican Revolution. Chicago: University of Chicago Press 1981. - Knight, Alan. The Mexican Revolution, Volume 1: Porfirians, Liberals, and Peasants (1986); The Mexican Revolution, Volume 2: Counter-revolution and Reconstruction. University of Nebraska Press 1986. - Krauze, Enrique. Mexico: Biography of Power. New York: HarperCollins 1997. - Matute, Alvaro. "Mexican Revolution: May 1917 – December 1920" in Encyclopedia of Mexico, vol. 2, pp. 862–864. Chicago: Fitzroy Dearborn 1997. - Niemeyer, Victor E. Revolution at Querétaro: The Mexican Constitutional Convention of 1916–1917. Austin: University of Texas Press 1974. - Quirk, Robert E. The Mexican Revolution, 1914–1915: The Convention of Aguascalientes. New York: The Citadel Press 1981. - Quirk, Robert E. The Mexican Revolution and the Catholic Church 1910–1919. Bloomington: Indiana University Press, 1973 - Ruiz, Ramón Eduardo. The Great Rebellion: Mexico, 1905–1924. New York: Norton 1980. - Tuñon Pablos, Esperanza. "Mexican Revolution: February 1913 – October 1915," in Encyclopedia of Mexico, vol. 2, pp. 855–859 . Chicago: Fitzroy Dearborn 1997 - Tutino, John. From Insurrection to Revolution. Princeton: Princeton University Press 1985. - Wasserman, Mark. The Mexican Revolution: A Brief History with Documents. (Bedford Cultural Editions Series) First Edition, 2012. - Wilkie, James. The Mexican Revolution: Federal Expenditure and Social Change since 1910. Berkeley and Los Angeles: University of California Press 1967. - Womack, John Jr. “The Mexican Revolution” in The Cambridge History of Latin America, vol. 5 ed. Leslie Bethell. Cambridge: Cambridge University Press 1986. |

### Primærkilder
| - Angelini, Erin. "The Bigger Truth About Mexico" - Bulnes, Francisco. The Whole Truth About Mexico: The Mexican Revolution and President Wilson's Part Therein, as seen by a Cientifico. New York: M. Bulnes Book Company 1916. - O'Shaunessy, Edith. A Diplomat's Wife in Mexico. New York: Harper 1916. - Reed, John. Insurgent México. New York: International Publishers, 1969. - Turner, John Kenneth. Barbarous Mexico. Austin: University of Texas Press 1984. - Wasserman, Mark. The Mexican Revolution: A Brief History with Documents. (Bedford Cultural Editions Series) First Edition, 2012. |

### Online
- Brunk, Samuel. The Banditry of Zapatismo in the Mexican Revolution The American Historical Review. Washington: April 1996, Volume 101, Issue 2, Page 331.
- Brunk, Samuel. "Zapata and the City Boys: In Search of a Piece of Revolution." Hispanic American Historical Review. Duke University Press, 1993.
- "From Soldaderas to Comandantes Arkiveret 4. oktober 2006 hos  Wayback Machine" Zapatista Direct Solidarity Committee. University of Texas.
- Gilbert, Dennis. "Emiliano Zapata: Textbook Hero." Mexican Studies. Berkley: Winter 2003, Volume 19, Issue 1, Page 127.
- Hardman, John. "Soldiers of Fortune" in the Mexican Revolution Arkiveret 9. januar 2014 hos  Wayback Machine. "Postcards of the Mexican Revolution"
- Merewether Charles, Collections Curator, Getty Research Institute, "Mexico: From Empire to Revolution", Jan. 2002.
- Rausch George Jr. "The Exile and Death of Victoriano Huerta", The Hispanic American Historical Review, Vol. 42, No. 2, May 1963 pp. 133–151.
- Tuck, Jim. "Zapata and the Intellectuals. Arkiveret 21. december 2008 hos  Wayback Machine" Mexico Connect, 1996–2006.